# Paspalidium elegantulum
Paspalidium elegantulum är en gräsart som först beskrevs av Carl Christian Mez, och fick sitt nu gällande namn av Johannes Jan Theodoor Henrard. Paspalidium elegantulum ingår i släktet Paspalidium och familjen gräs. Inga underarter finns listade i Catalogue of Life.